# 加藤明英
加藤 明英（かとう あきひで）は、近江水口藩の第2代藩主、下野壬生藩の初代藩主。水口藩加藤家4代。

## 生涯

### 水口時代
承応元年（1652年）7月29日、水口藩の初代藩主加藤明友の長男として生まれる。寛文5年（1665年）11月7日、第4代将軍徳川家綱に拝謁する。貞享元年（1684年）、家督を継ぎ、翌年12月28日に叙任される。水口藩では善政を敷いていたと言われている。元禄2年（1689年）8月に奏者番と寺社奉行を兼任という形で任じられ、5000石を加増されて2万5000石の大名となる。元禄3年（1690年）10月21日には若年寄となり、元禄8年（1695年）には下野壬生に移封された。

### 壬生時代
水口藩時代は文武両道の名君と呼ばれていた明英は、壬生に移封以降、年貢増徴を特に厳しくするなど、緊縮した藩政を敷いた。このため「七色の掛物」と称された百姓一揆が発生した。正徳元年（1711年）12月12日、若年寄を辞任し、翌年1月2日に死去した。享年61。最初に後継としていた、弟で養子の明治は兄より先に死んでいたため、甥にあたる明治の長男の嘉矩が跡を継いだ。

## 逸話
5代将軍徳川綱吉に実子がなかったため、幕府は後継将軍について長く議論してきた。宝永元年（1704年）12月5日、後継は綱吉の甥に当たる甲府藩主徳川綱豊（後の家宣）に正式内定した。その前日4日、江戸城より綱豊の下に「明日、登城すべし」との密かな使者が遣わされた。内々に「明日、公式発表することになった」という連絡である。つまりこの時点では、たとえ幕閣の多くの人間が関与していようが噂していようが、まだ公式になっていない幕府の機密事項、という扱いである。ところがその4日の夜、明英から綱豊の下に、綱豊が正式に後継者となれば住まうことになる江戸城西の丸の絵図面と大鯛2匹とが、あくまで私的に送られてきた。
当時の明英は若年寄として幕政に参画し、綱吉の覚えもめでたく、重要事項を容易に知り得る立場にあった。もしかしたら決定にすら何らかの関与があったかも知れない。また、江戸城西の丸の絵図面は、明日以降にそこに住まうことになるであろう綱豊家中への心遣いであったかも知れないし、「もう内々には決まっているのだから、絵図面だけ送るのも…」というつもりの鯛であったかも知れない。しかし綱豊はこれを“次期将軍たる自分へのおもねり”、そのための贈賄と受け止めた。また、気軽に江戸城内の図面を渡すのは重大な軍事機密漏洩である。さらにいまだ公ではない幕府の機密（将軍後継人事）を、たとえ私的な連絡や事務レベルの仕事であるにしても、職務上知りえたからといって使用して良いものではない。
ともあれ、この一件により家宣は明英を遠ざけることとし、遠ざけられた明英自身も、己の軽率さを嘆いたと伝わっている。
以降伝わるところでは、上記の事件を理由に、自らの栄進に望みがなくなった、と嘆くあまりに以降政道を誤るようになり、発狂し死去したなどといわれている。実弟の溝口政親も暗愚で酒乱などとして改易されており、祖父明成もまた暗愚や暴虐という伝承の残る人物、という家系ではある。

## 系譜
父母
- 加藤明友（父）

正室
- 本多康長の娘

子女
- 木下俊量正室（長女）
- 三宅康徳正室（次女）
- 本多忠統婚約者（三女）
- （四女）

養子
- 加藤明治 ー 実弟
- 加藤嘉矩 ー 明治の長男